# Британија (митологија)
Британија (лат. Britannia) је древна келтска богиња, заштитница Британије у доба Римљана и симбол Велике Британије кроз историју све до данашњих дана.
Представљана је као прелепа млада жена у белој одори са шлемом на глави, како у једној руци држи копље, а у другој штит.